# Distrito del Alto Taunus
El distrito del Alto Taunus (en alemán: Hochtaunus) es un distrito alemán en la Región de Darmstadt, dentro del estado federal alemán de Hesse; su capital es la ciudad de Bad Homburg v. d. Höhe. Los distritos vecinos son el Lahn-Dill, el Wetterau, la ciudad independiente (kreisfreie Stadt) de Fráncfort del Meno, el distrito reestructurado de Meno-Taunus, el distrito de Rheingau-Taunus y el distrito de Limburg-Weilburg.

## Geografía
El distrito del Alto Taunus cae completamente en las cercanías del monte Taunus y a las ciudades de su alrededor se las denomina tradicionalmente las «Taunusrandstädte» (ciudades del borde del Taunus). Son: Bad Homburg, Oberursel, Friedrichsdorf, Kronberg y Königstein al sur en la llanura del alto Rin (Oberrheinische Tiefebene) y al este del Wetterau. La parte más alta del distrito es el Große Feldberg (881 m), la zona más baja se encuentra en el Ober-Erlenbach (130 m). La parte más alta del distrito se denomina Vordertaunus y la más baja Hintertaunus.

## Composición del distrito
(Habitantes a 30 de junio de 2005)

### Ciudades
1. Bad Homburg vor der Höhe, ciudad con estatus bajo (51.823)
2. Friedrichsdorf (24.525)
3. Königstein im Taunus (15.850)
4. Kronberg im Taunus (17.858)
5. Oberursel (47.161)
6. Steinbach (10.188)
7. Usingen (13.346)

### Municipios
1. Glashütten (5.440)
2. Grävenwiesbach (5.257)
3. Neu-Anspach [Sitz: Anspach] (15.218)
4. Schmitten (8.915)
5. Wehrheim (9.373)
6. Weilrod [Sitz: Rod a.d. Weil] (6.527)